# Éditions des Intouchables
Pour les articles homonymes, voir Intouchable.
Les Éditions des Intouchables (dites aussi Les Intouchables) est une maison d'édition québécoise fondée à Montréal en 1993 par Michel Brûlé.
Le volet jeunesse a pris de plus en plus d'ampleur avec les années. Ce faisant, le catalogue pour les jeunes s'enrichit d'une variété de titres qui peut plaire autant aux garçons qu'aux filles. 
Elle publie principalement de la littérature jeunesse, mais aussi quelques essais et romans. Les séries Amos Daragon de Bryan Perro et Le journal d'Aurélie Laflamme d'India Desjardins sont deux de leurs plus grands succès. La maison s'est également fait connaître grâce à l'ouvrage Le Livre noir du Canada anglais de Normand Lester.
En 2017, un scandale d'agressions sexuelles touche l'éditeur en chef, Michel Brûlé, où plusieurs ex-employés témoignent d'attouchements et de harcèlement. Le 14 octobre 2020, il est reconnu coupable d'agression sexuelle à l’endroit d’une auteure venue le rencontrer pour lui présenter un manuscrit. Les faits remontent à 2014.